# ناتان پترسون
ناتان پترسون (انگلیسی: Nathan Patterson؛ زادهٔ ۱۶ اکتبر ۲۰۰۱) بازیکن فوتبال است.
از باشگاه‌هایی که در آن بازی کرده‌است می‌توان به باشگاه فوتبال رنجرز اشاره کرد.
وی همچنین در تیم‌های ملی فوتبال اسکاتلند و زیر ۲۱ سال اسکاتلند بازی کرده‌است.